# Gymnotus ardilai
Gymnotus ardilai är en fiskart som beskrevs av Maldonado-ocampo och Albert 2004. Gymnotus ardilai ingår i släktet Gymnotus och familjen Gymnotidae. Inga underarter finns listade i Catalogue of Life.